# Sváb János (gépészmérnök)
Sváb János (Budapest, 1920. július 17. – Budapest, 2007. június 6.) okleveles gépészmérnök, egyetemi tanár, professor emeritus, a Budapesti Műszaki Egyetem oktatója, 1945-től visszavonulásáig az egyetem több karán és több tanszékén dolgozott. 1956-os forradalom idején az egyetem Forradalmi Tanácsának tagja volt, átmenetileg visszaminősítették. 1962-ben megszerezte a műszaki tudományok kandidátusa címet, később tanszékvezető- és dékánhelyettes is lett. Műszaki tudományos egyesületek tagja, elnöke, több szakági kitüntetés birtokosa.

## Élete
Egyetemi tanulmányait a Budapesti Műszaki Egyetem Gépészmérnöki Karán végezte. Már egyetemi hallgatóként a Vízgépek és Emelőgépek Tanszéken Dr. Pattantyús-Ábrahám Géza tanszékvezető egyetemi tanár mellett dolgozott demonstrátorként. 1943-ban szerzett mezőgazdasági (a korabeli besorolás szerint „c tagozatos”) gépészmérnöki diplomát. Pályáját 1945-ben az Műszaki Egyetem Gépészmérnöki karán, a Vízgépek és Emelőgépek Tanszékén kezdte, Pattantyús professzor tanársegédeként.
Ipari kapcsolatokat épített az Esső és Társa felvonótechnikai társasággal, majd az államosított emelőgépes és felvonós vállalatokkal. Szakvéleményeket és tanulmányokat készített, bírósági szakértéseket készített, részt vett a szakági szabványok kidolgozásában.

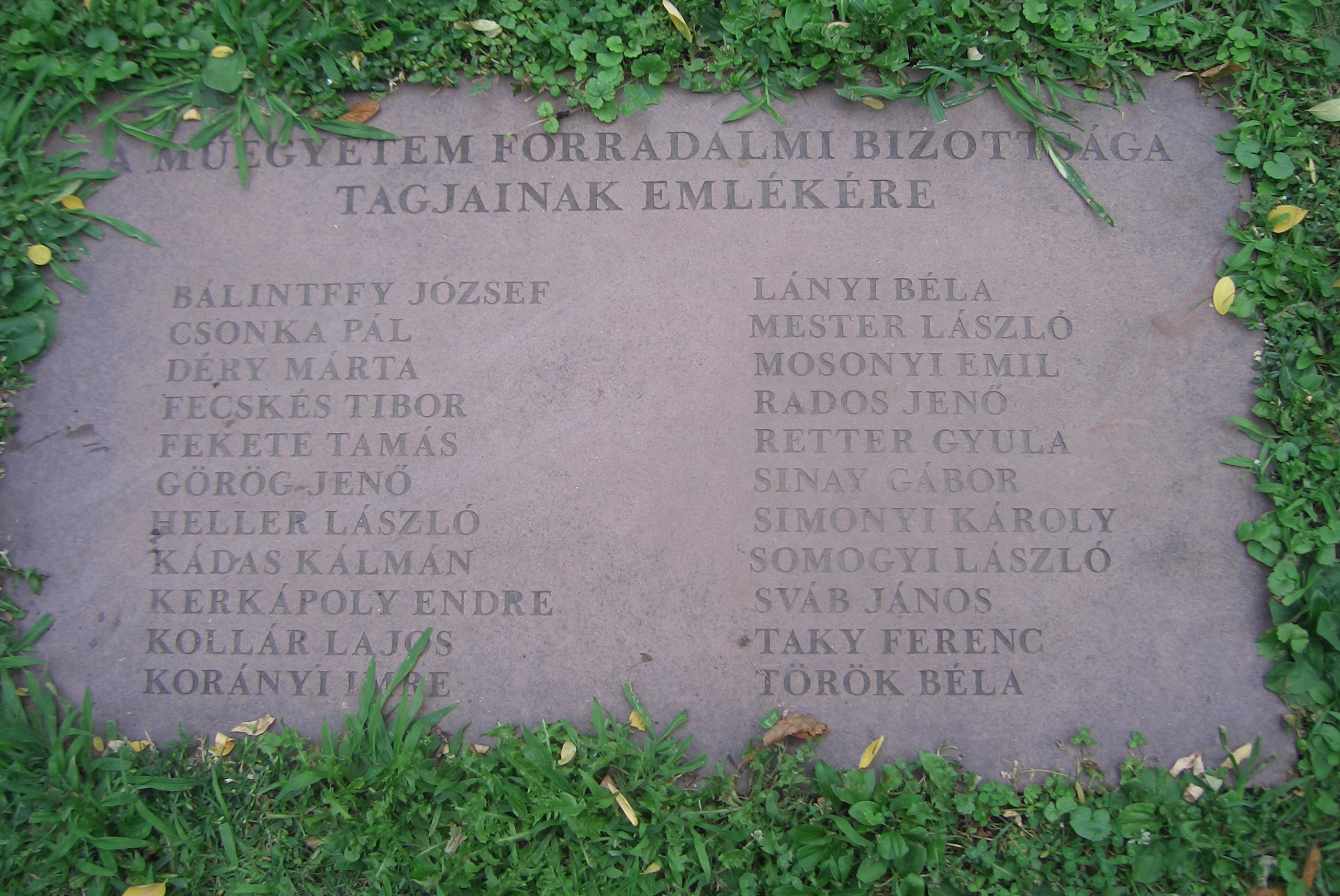
Neve a forradalmi bizottság tagjainak emléktábláján, a Műegyetemen

1956-ban több tanártársával együtt tagja lett a Budapesti Műszaki Egyetem forradalmi bizottságának.
A forradalom leverése után egy időre eltiltották az egyetemi oktatástól. Csatlakozott azokhoz a mérnökökhöz és tanárokhoz, akik szabadidejükben matematika és fizika felkészítő oktatást végeztek keresztény családok gyermekeinek, akiknek egyetemi felvételét a korabeli oktatáspolitika ponthátránnyal akadályozta. A csoport tevékenységét az államhatalom összeesküvésnek minősítette. A résztvevők bíróság elé kerültek, több oktatót szabadságvesztéssel sújtottak. Sváb János nem kapott börtönbüntetést, de áthelyezték a Gépészmérnöki Kar Emelőgépek és Szállítóberendezések Tanszékére, itt kizárólag munkavédelmi ismereteket oktathatott. Az alárendeltnek és érdektelennek számító tantárgy előadásait gépészeti feladatok és mérnöki összefüggések bemutatásával tette érdekessé. Ebben az időben enyhítették a hallgatók számára az előadások kötelező látogatását, Sváb János szombati kora reggeli előadásai ennek ellenére nagy érdeklődés mellett folytak.
A megtorlási hullám alábbhagyásával, 1962-ben Sváb meg tudta szerezni a műszaki tudományok kandidátusa tudományos fokozatot. Értekezésének címe „Örvényszivattyúk áramlási viszonyainak vizsgálata és a veszteségek elemzése” volt. Ennek eredményeként, 1963-ban tanszékvezető egyetemi tanár lett a Villamosmérnöki kar Géptan tanszékén, sőt a kar dékánhelyettesévé is megválasztották.
1968-ban a Magyar Elektrotechnikai Egyesületen (MEE) belül megalapította a felvonó munkabizottságot, a szakmai előadások rendszeres szervezője és előadója volt. Tanított az ipari továbbképző tanfolyamokon, és részt vállalt az ipari tanulók szakmai versenyeinek zsűrijében. Tagja lett a felvonóbiztonsági szakértőket vizsgáztató bizottságoknak is. Tagja volt a Gépipari Tudományos Egyesületnek, ezen belül az Anyagmozgatási Szakosztály elnöke volt 15 éven át.
1993-ban (mérnöktársaival együtt) megalapította a Magyar Mérnöki Kamara jogelődjét, a Magyar Mérnöki Egyesületet. Ezen belül alapító tagja és első megválasztott elnöke volt az Anyagmozgatógép, Építőgép Felvonó Tagozatnak. E tisztségét 2000-ig, 80 éves koráig megszakítás nélkül viselte.
Főállású egyetemi oktatói pályáját a Közlekedésmérnöki karon, az Építőgépek és Anyagmozgatógépek Üzemi Logisztikai Tanszékének tanáraként fejezte be. Nyugállományba vonulása után is folyamatosan tanított, amíg egészségi állapota engedte. Állami kitüntetést nem kapott, munkásságát a mérnöki szakmai testületek ismerték el, megkapta a Magyar Mérnöki Kamara által 2000-ben alapított Zielinski Szilárd-díjat, és a Magyar Elektrotechnikai Egyesület Nagydíját.

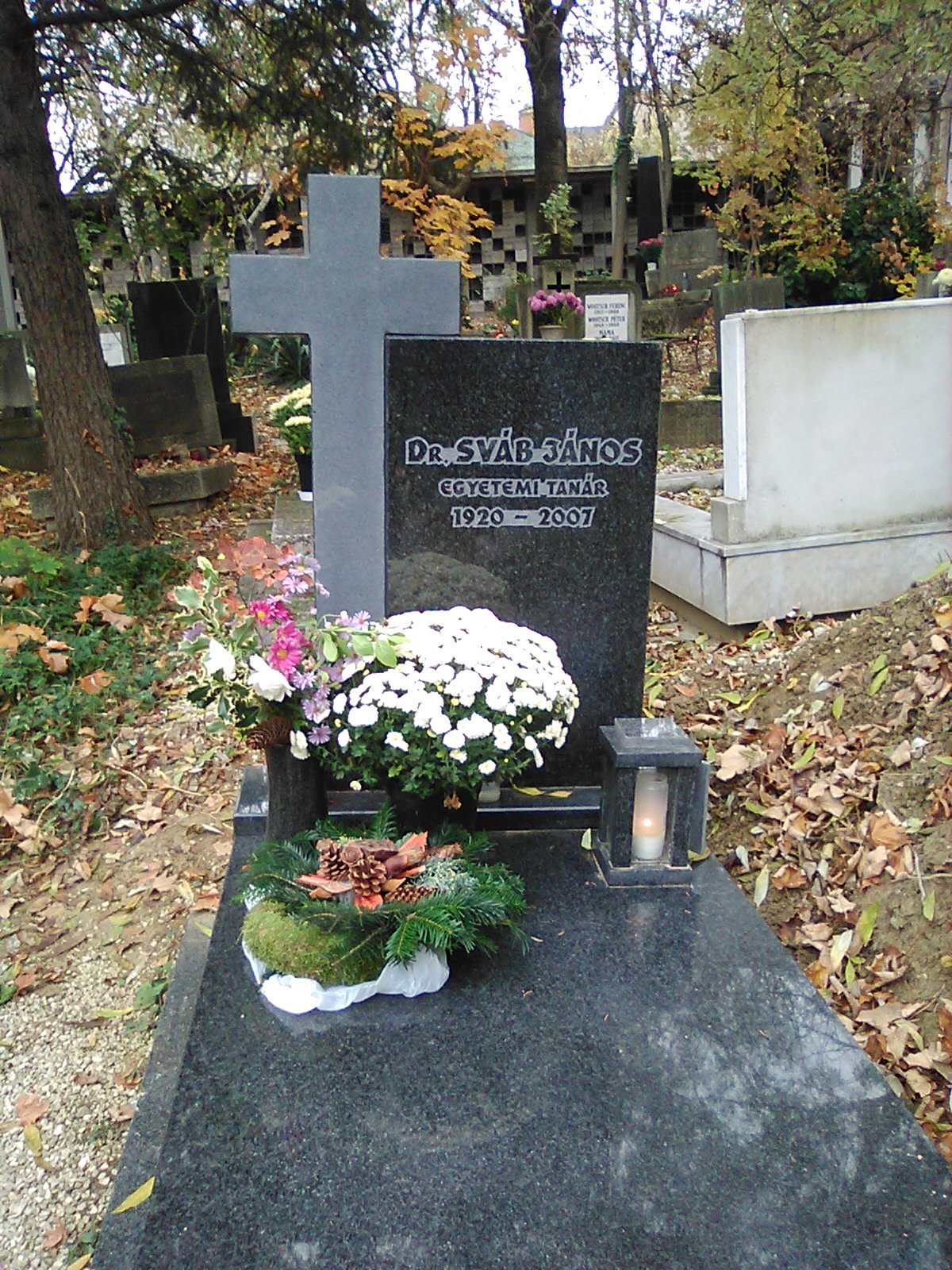
Síremléke a Farkasréti temetőben

Feleségével 60 évén át élt boldog házasságban, három gyermeket neveltek fel. 2007-ben a házaspárnak nyolc unokája és hat dédunokája élt. Sváb János 2007. június 6-án hunyt el. A budapesti Farkasréti temetőben nyugszik.
2007 októberében a Magyar Felvonó Szövetség elnöksége megalapította a Dr. Sváb János Életmű díjat, melyet a felvonós szakmában kiemelkedő mérnöki-tudományos teljesítményért ítélnek oda.

## Főbb művei
- Emelőgépek (Pattantyús Á. Géza előadásai alapján). Budapest, MTESZ, 1949.
- Emelőgépek. Az Állami Műszaki Főiskola hallgatói számára. Budapest, Műszaki Főiskola, 1950.
- Centrifugálszivattyúk korszerű méretezése, Budapest, BME, 1954.
- Nyitott járókerekű örvényszivattyú hidraulikai vizsgálata, kandidátusi értekezés, BME, 1961.
- Szerzőtársként: Imre László: Gépészeti ismeretek. Erősáramú villamosmérnök hallgatók részére, 1+2. Egyetemi jegyzet, Budapest, Tankönyvkiadó, 1965, 1968.
- Anyagmozgatás az élelmiszeriparban. Élelmiszergépész szakmérnök hallgatók számára. Budapest, Tankönyvkiadó, 1966.
- Anyagmozgatógép elemek. Anyagmozgatógépek szakmérnöki tanfolyam hallgatói részére. Budapest, Tankönyvkiadó, 1968.
- Gépelemek 1., A konstrukció elemei. Kötések, tengelyek, csapágyak. Erősáramú villamosmérnök hallgatóknak. Budapest, Tankönyvkiadó, 1972.
- Anyagmozgató gépek tervezése és vizsgálata 1. Egyetemi jegyzet, Budapest, Tankönyvkiadó, 1983, 1989.
- Korszerű szilárdsági méretezés. Budapest, Gépipari Tudományos Egyesület, 1989.